# Братиславские коронационные торжества

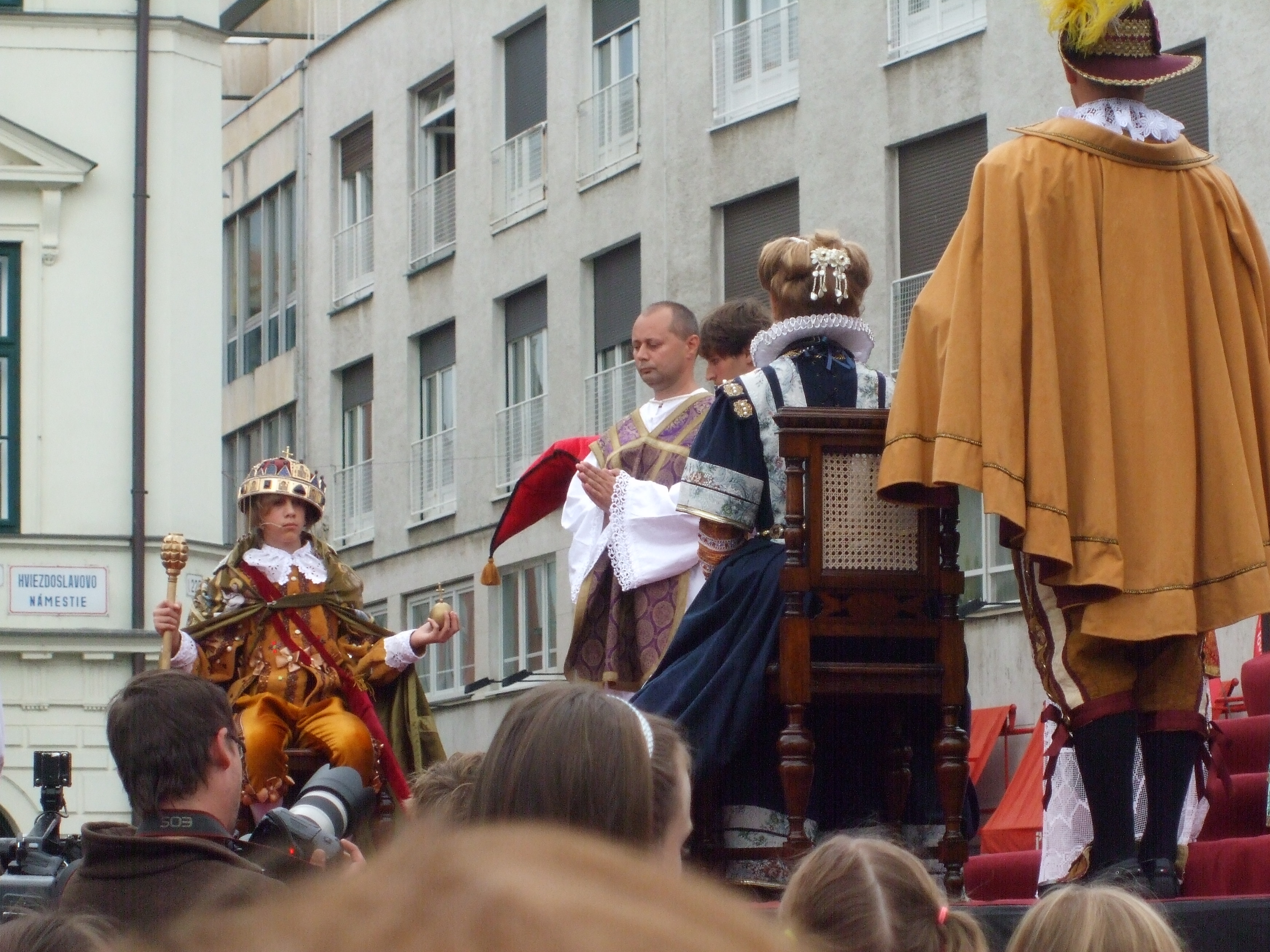
Вновькоронованный несовершеннолетний король Фердинанд IV в исполнении Эмиля Зварика. Спиной к объективу стоят его родители — королева Мария Анна Испанская (И.Суровцова) и король Фердинанд III (Филип Тума). Коронационные торжества 2010 года.

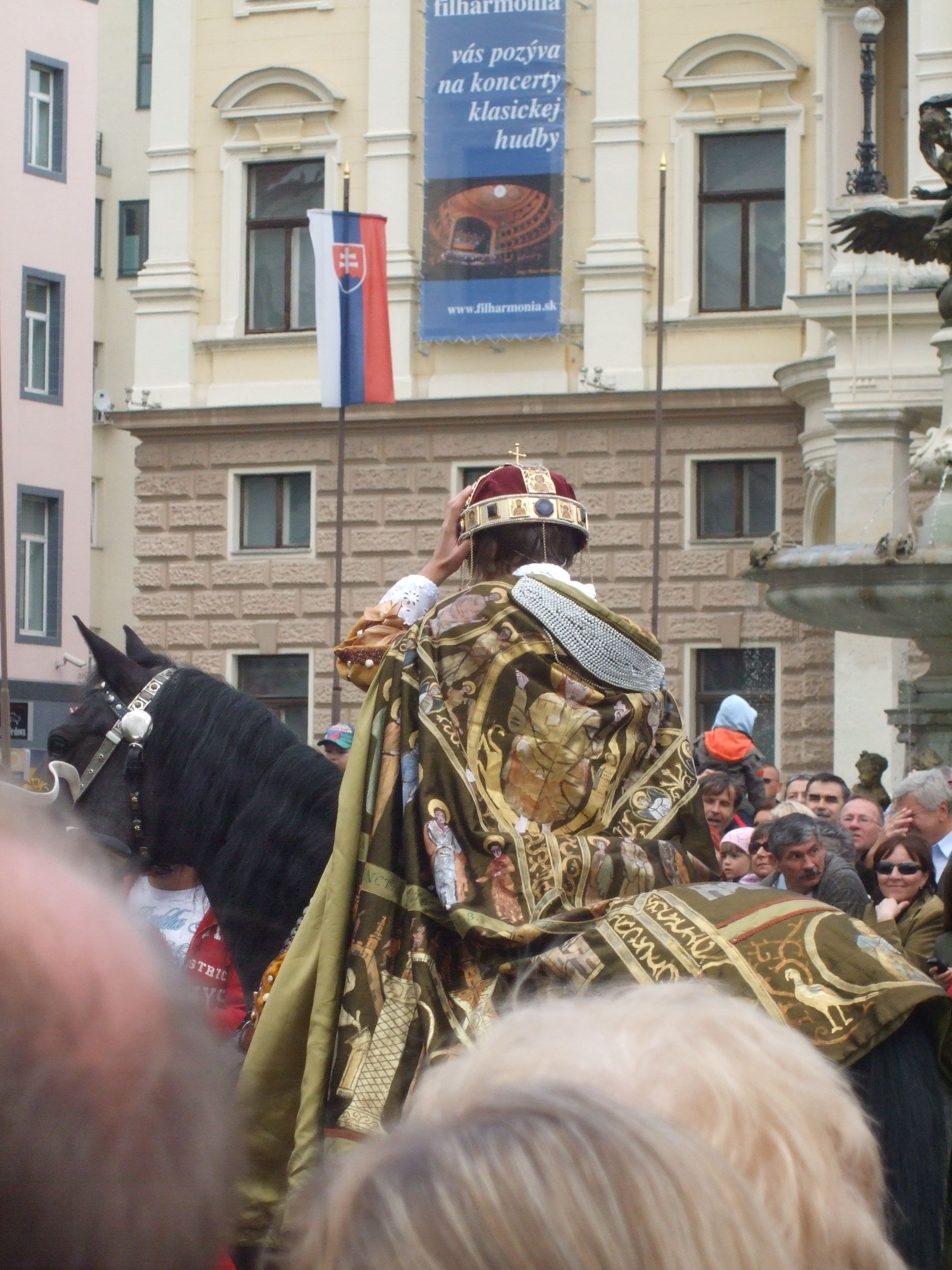
Вновькоронованный король на коне по дороге на коронационный холм. Коронационные торжества 2010 года.

Братиславские коронационные торжества (словац. Bratislavské korunovačné slávnosti) — культурное мероприятие, которое ежегодно с 2003 года проходит в столице Словакии Братиславе в первые выходные сентября и воспроизводит исторические события 1563—1830 годов, когда в братиславском Соборе святого Мартина было короновано 10 венгерских королей, 1 королева и 7 королевских жён). Это одно из наиболее важных культурных мероприятий, проводимых в Центральной Европе и считается одним из основных событий Братиславского культурного лета. Торжества проходят в конце июня в память о коронации Марии Терезии, прошедшей в Братиславе 26 июня 1741 года. В торжествах ежегодно принимает участие более 200 актёров. К коронационным торжествам относят также и другие сопутствующие мероприятия, такие как Братиславская ярмарка, поиск королевских сокровищ и посвящение в рыцари Ордена золотой шпоры.
До 2009 года торжества продолжались один-два дня, в 2010 году организаторы продлили торжества до четырёх дней, причём тогда же в рамках фестиваля прошли: конференция «Шанс для Европы без нищеты» и посещение королевской четой города Хорватский гроб, целью которого было напомнить об историческом заселении окрестностей Братиславы хорватами.
Каждый год посвящён какому-либо одному из коронованных в Братиславе королей, роль которого каждый раз исполняет новый актёр, воспроизведение коронаций хронологически проходит в таком же порядке, в каком они проходили в Братиславе в 1563—1830 годах (с 1000 по 1563 год коронации проходили в Секешфехерваре). До 2006 года торжества коронации проводились в Соборе святого Мартина, с 2007 года их стали устраивать на улицах Братиславы, благодаря чему мероприятие стало доступным для широкой аудитории; в 2007 году торжества проходили на Главной площади, в 2008 году — на Главной площади и площади Гвездослава, в 2010 году — также на площади Гвездослава напротив Исторического здания Словацкого национального театра и так далее. Коронационное шествие начинается от Братиславского замка и продолжается на братиславских улицах и площадях Старого города. Одни актёры идут по улицам пешком, другие (исполняющие роли членов королевской семьи) едут на лошадях.
Коронационные церемонии воспроизводятся в точном соответствии с историческими данными. Архиепископ эстергомский передаёт будущему королю корону Святого Иштвана (первого венгерского короля, который, как предполагается, получил её из рук папы Римского Сильвестра II в 1000 году и, скорее всего, на собственной коронации не использовал; сохранившаяся до наших дней корона не является первоначальной короной святого Иштвана), а также другие венгерские коронационные регалии (коронационные знаки достоинства), а именно: корону, меч (изготовлен в 16 веке, скорее всего в Венеции, им в 16-20 века венгерские короли посвящали в рыцари Ордена Золотой шпоры, первоначальный меч утерян к 16 веку), плащ (подарен венгерским королём Иштваном и его супругой Гизелой Храму Девы Марии, что в Секешфехерваре), скипетр (изготовлен не позднее конца 10 века) и яблоко (самая младшая из венгерских королевских регалий, скорее всего, изготовлено в середине 14 века). Регалии долгое время хранились в Братиславском замке, однако сейчас местом их хранения стал Венгерский Парламент в Будапеште. Далее вновь коронованный король повторяет обряд посвящения в рыцари Ордена золотой шпоры, затем даёт коронационную клятву и в заключение отправляется на своём коне на коронационный холм, где традиционно стегает мечом на все четыре стороны, что символизирует клятву монарха в том, что он готов защищать страну от наступающих со всех сторон врагов.
Во время торжеств по улицам разбрасываются коронационные жетоны, из фонтана течёт вино, запекаются волы, проводится ярмарка ремёсел той эпохи.
Восьмые коронационные торжества отличались от реальных исторических торжеств тем, что в них участвовала мать будущего короля Мария Анна Испанская. На самом деле она не могла участвовать в торжествах, так как умерла за год до коронации сына. Организаторы решили изменить этот факт, объясняя это тем, что Фердинанд IV успешным был единственным коронованным ребёнком в Братиславе и присутствием его матери организаторы хотели придать церемонии семейный характер.
В 2016 году торжества были приурочены к 275 годовщине коронации Марии Терезии.

## Список королей, которым были и будут посвящены торжества (по годам) и актёров, сыгравших роль королей
- 2003 — Максимилиан II (в исполнении Матея Ландла)
- 2004 — Мария Испанская (Анна Шишкова)
- 2005 — Рудольф II (Владимир Гайду)
- 2006 — Матьяш II (Мартин Никодим)
- 2007 — Анна Тирольская (Зузана Фиалова)
- 2008 — Фердинанд II (Марош Крамар)
- 2009 — Мария Анна Испанская (Ивана Суровцова)
- 2010 — Фердинанд IV Габсбургский (Эмиль Зварик)
- 2011 — Мария Терезия
- 2012 — Элеонора Магдалена
- 2013 — Леопольд I
- 2014 — Иосиф I
- 2015 — Карл VI
- 2016 — Мария Терезия
- 2017 — Елизавета Кристина (мероприятия пройдут с 23 по 25 июня 2017 года, реальная коронация состоялась 18.10.1714)
- 2018 — Леопольд II (22-24.06.2018, 15.11.1790)
- 2019 — Мария Людовика Моденская (28-30.06.2019, 7.09.1808)
- 2020 — Каролина Августа (26-28.06.2020, 25.09.1825)
- 2021 — Мария Терезия (25-27.06.2021, 25.06.1741)
- 2022 — Фердинанд V (24-26.06.2022, 28.09.1830)
- 2023 — Максимилиан (23-25.06.2023, 8.09.1563)
- 2024 — Мария Анна Испанская (24-26.06.2024, 9.09.1563)